# فاورولز-ان-بری
فاورولز-ان-بری (به فرانسوی: Faverolles-en-Berry) یک کمون در فرانسه است که در اندر واقع شده‌است. فاورولز-ان-بری ۴۱٫۴۱ کیلومتر مربع مساحت و ۳۴۲ نفر جمعیت دارد و ۱۲۲ متر بالاتر از سطح دریا واقع شده‌است.